# Vladařka
Vladařka (v anglickém originále The Dauphin) je v pořadí desátá epizoda druhé sezóny seriálu Star Trek: Nová generace.

## Příběh
USS Enterprise D je přidělen úkol dopravit budoucí vládkyni planety Daled IV z jiné planety, kde byla učena svou vychovatelkou Anyou. Tou vládkyní není nikdo jiný, než dospívající dívka Salia, která je jediným potomkem vládců dvou opozičních frakcí na Daled IV. Po smrti svých rodičů je jediným dědicem pro obě strany a tedy i rozhodujícím prvkem pro sjednocení obou válčících skupin. Její vychovatelka se chová extrémně ochranářsky a podezřívavě vůči jakýmkoliv potenciálním nebezpečím a nedovolí Salie opouštět kajutu. Nicméně náhodné setkání s Wesley Crusherem způsobí bleskurychlé přeskočení jiskry.
Wesley se zeptá několika členů posádky, jak oslovit dívku. Zvláště zábavné se projeví Worfovo líčení klingonského způsobu, který spočívá v tom, že ženy házejí velkými předměty, zatímco muži odříkávají milostné básně. Wesley nakonec zavolá Salie do její kajuty a dá jí ochutnat Thalianskou čokoládovou pěnu. Ona se mu svěří se svou touhou po cestování a objevování galaxie, což však vzhledem ke své pozici nikdy nepozná. Aby zmírnil její zármutek, vezme jí do simulátoru, kde jí ukáže různá místa v galaxii.
Mezitím během prohlídky lodi Anya na ošetřovně nalezne pacienta s eventuálně nakažlivou nemocí. Doktorka Pulaská trvá na tom, že lodní zádržné systémy šíření choroby zabrání, ale Anya chce, aby byl pacient okamžitě zabit. Když posádka odmítne, Anya se změní v jakési velké monstrum (není člověk, může na sebe brát různé podoby) a chce spáchat vraždu sama. Worf zasáhne, ale ona je mnohem silnější. Od svého záměru upustí až teprve po příchodu kapitána Picarda. Mezi Anyou a Worfem vznikne rozpor ohledně toho, kdo je zodpovědný za bezpečnost Salii, načež jí začne ujišťovat, že on je zodpovědný nejen za bezpečnost Salii, ale i celé lodi. Vzhledem k tomu, že Anya představuje pro posádku nebezpečí, je jí omezen pohyb po lodi a Wesleymu Picard přikáže, aby se nepřibližoval k Salie.
Wesley má zlomené srdce, ale Salia se vykrade pryč, zatímco Anya spí, aby ho navštívila v jeho kajutě. Když je Anya přistihne, změní se opět v monstrum a stejně tak reaguje i Salia. Wesley je šokován. Salia se mu snaží vše vysvětlit, ale on se cítí podveden a odmítne ji. Enterprise dorazí na Saliinu domovskou planetu a pro obě nastane čas odchodu. Anya řekne, že nebude Saliu doprovázet, ale že se vrátí do svého domova – na měsíc, který planetu obíhá. Pak ještě poznamená, že by nikdy Wesleymu neublížila, že jej chtěla jen postrašit. Salia se jí zeptá, zda bude někdy moci opustit Daled IV. Ta jí odpoví, že nejspíše nikoliv. Pak jí ještě poděkuje za výchovu a prohlásí, že je připravena zaujmout svou pozici vládkyně na Daled IV.
Myslí si, že už nikdy neuvidí Wesleyho, ale on za ní přispěchá do transportní místnosti rozloučit se a přinese jí naposledy ochutnat čokoládovou pěnu. Ona se mu ukáže ve své pravé pravé podobě a on je ohromen, jak je krásná.